# Alexander Kutschera
Alexander Kutschera (Frisinga, 21 marzo 1968) è un ex calciatore tedesco, di ruolo difensore.

## Palmarès

### Club

#### Competizioni nazionali
- Campionato tedesco di seconda divisione: 2

Bayer Uerdingen: 1991-1992
Eintracht Francoforte: 1997-1998